# Aichi E13A
Aichi E13A (w kodzie alianckim: Jake) – japoński trzymiejscowy wodnosamolot rozpoznawczy z okresu II wojny światowej, skonstruowany w firmie Aichi. Produkowany przez trzy zakłady od 1940 do 1945 roku w liczbie 1460 sztuk, był podstawowym japońskim wodnosamolotem rozpoznawczym okresu wojny.

## Historia
Samolot został opracowany w wytwórni Aichi Tokei Denki Kabushiki Gaisha na konkurs na trzymiejscowy wodnosamolot rozpoznawczy 12-Shi dla marynarki japońskiej ogłoszony pod koniec 1937 roku. W wymaganiach była prędkość maksymalna 370 km/h i zalecano użycie silnika gwiazdowego Mitsubishi Kinsei. Głównym konstruktorem był Yoshihiro Matsuo. Prace opóźniły się z powodu większego priorytetu rozwijanego równolegle lżejszego dwumiejscowego wodnosamolotu 12-Shi (E12A), którego program został jednak anulowany przez marynarkę. Z powodu nieukończenia prototypu w terminie do września 1938 roku, trzymiejscowy wodnosamolot nie został dopuszczony do konkursu, lecz wytwórnia zdecydowała mimo to dokończyć budowę i przetestować konstrukcję na własny rachunek. Prototyp samolotu o oznaczeniu fabrycznym AM-19 został ukończony 1 stycznia 1939 roku, a oblatany w kwietniu, po czym 22 czerwca ukończono drugi prototyp. Próby zakładowe okazały się udane i samolot wymagał niewielu poprawek, w tym powiększenia usterzenia pionowego i zwiększenia kąta wzniosu skrzydeł. Ponieważ konkurencyjny Kawanishi E13K zmagał się w tym czasie z problemami, prowadzącymi do utraty dwóch prototypów, w lipcu 1939 roku marynarka zdecydowała się jednak poddać samolot Aichi próbom w Arsenale Techniki Lotniczej Marynarki Wojennej (Kūgishō). Samolot okazał się udany i miał bardzo dobre własności lotne, wobec czego w listopadzie 1939 roku lotnictwo marynarki zdecydowało się zamówić E13A1. Oficjalnie został przyjęty na uzbrojenie 17 grudnia 1940 roku z oznaczeniem w długim systemie: rei-shiki ichi-gō suijō teisatsuki ichi-gata (wodnosamolot rozpoznawczy Typ 0 Wzór 1 Model 1), w 1942 roku zmienionym na Typ 0 Model 11. Potocznie oznaczenie opisowe było skracane jako rei-shiki suitei lub w skrócie reisui. W krótkim systemie samolot nosił oznaczenie E13A, przy tym jedyną odmianą produkcyjną był E13A1. W kodzie amerykańskim otrzymał oznaczenie: Jake.
Pierwszy samolot seryjny ukończono 30 września 1940 roku. Do 1942 roku w zakładach Funakata firmy Aichi w Nagoi zbudowano prawdopodobnie 131 samolotów seryjnych (dokumentacja uległa zniszczeniu na skutek bombardowań). Z powodu obciążenia zakładów Aichi budową bombowców D3A, przekazały one marynarce dokumentację techniczną i od października 1940 roku do końca wojny w 1945 roku zbudowano dalsze 90 samolotów w Arsenale Marynarki w Hiro koło Kure (w skrócie: Hiroshō, od października 1941 roku: 11 Arsenał Lotniczy). Głównym producentem jednak stały się zakłady Watanabe (od października 1943 roku: Kyūshū) w Zasshonokumie (obecnie w Fukuoka), gdzie od kwietnia 1941 roku do czerwca 1945 roku powstało ich 1237. Produkcja miesięczna sięgała maksymalnie 50 sztuk (styczeń 1944 roku). Łącznie z dwoma prototypami powstało 1460 samolotów.

## Służba
Samoloty były używane od wiosny 1941 roku jako wodnosamoloty rozpoznawcze na okrętach-bazach wodnosamolotów, pancernikach i ciężkich krążownikach marynarki Japonii. Zastąpiły w tym charakterze wodnosamoloty Kawanishi E7K. Zadebiutowały z okrętu-bazy „Kamikawa Maru” podczas osłony japońskiej operacji zajęcia południowych Indochin w lipcu 1941 roku. Były następnie szeroko używane podczas II wojny światowej na Pacyfiku, operując z okrętów, a także baz na wyspach i kontynencie (Singapur, Korea), co od przełomu 1942/43 roku stało się ich dominującym zastosowaniem. Służyły do rozpoznania, atakowania żeglugi i instalacji nadbrzeżnych oraz ratowania lotników z wody. E13A1 był najliczniejszym japońskim wodnosamolotem rozpoznawczym okresu II wojny światowej. W połowie 1943 roku wycofano je jednak z misji dziennych z uwagi na niewystarczającą prędkość i uzbrojenie obronne, co powodowało, że padały celem myśliwców amerykańskich, a nawet samolotów patrolowo-bombowych.
Od końca 1944 roku wersja E13A1b (Otsu), wyposażona w detektor anomalii magnetycznych, używana była do zwalczania okrętów podwodnych.
Nieliczne samoloty zostały zmodyfikowane przez uzbrojenie w jednostkach w ruchome działko 20 mm w dolnym stanowisku strzeleckim, służące do zwalczania żeglugi.

## Opis

### Konstrukcja
Aichi E13A1 był trzymiejscowym jednosilnikowym dolnopłatem o konstrukcji metalowej, półskorupowej, z zakrytą kabiną i dwoma stałymi pływakami. Kadłub o owalnym przekroju, zwężającym się ku tyłowi. Konstrukcję siłową stanowiło 26 wręg, 20 podłużnic i pracujące pokrycie duraluminiowe. Z przodu do pierwszej wręgi mocowane było łoże silnika z rur stalowych, na końcu kadłuba był stożek drewniany. W dolnej części wręg 7 i 13 były zaczepy do katapulty. W kadłubowej części centropłata była komora bombowa, zamykana dwoma pokrywami. Załoga składała się z pilota, nawigatora-obserwatora i strzelca-radiotelegrafisty, zajmujących miejsca jeden za drugim w kabinie przykrytej długą wspólną przeszkloną osłoną. Osłona kabiny składała się z trzech nieruchomych części, w tym wiatrochronu pilota, i czterech odsuwanych. Ostatnia sekcja za strzelcem była odchylana do przodu i odsuwana wraz z osłoną nad nim. Kabina nie miała osłon pancernych. Obserwator miał też dwa prostokątne okna w podłodze. 
Skrzydła proste, o obrysie trapezowym przechodzącym w eliptyczne w częściach zewnętrznych, dwudźwigarowe, konstrukcji metalowej (z wyjątkiem końcówek), z pracującym pokryciem z blachy duraluminiowej. Dzieliły się na centropłat (rozpiętości 7100 mm), dwie sekcje zewnętrzne i dwie dołączane końcówki konstrukcji drewnianej. Sekcje zewnętrzne były ręcznie składane do góry do hangarowania (szerokość wynosiła wówczas 7413 mm). Skrzydła miały kąt wzniosu w centropłacie 1°45′, a 5°30′ w częściach zewnętrznych i wydłużenie 5,8. Skrzydła wyposażone w klapy wychylne w centropłacie, całkowicie metalowe, o kącie wychylenia do 40°. Na częściach zewnętrznych były lotki konstrukcji metalowej, kryte płótnem. W krawędzi natarcia lewego skrzydła był reflektor do lądowania. Usterzenie klasyczne, wolnonośne, o obrysie eliptycznym. Stateczniki konstrukcji drewnianej kryte sklejką, a stery konstrukcji metalowej pokryte płótnem. Statecznik poziomy miał rozpiętość 5000 mm.
Podwozie stałe w postaci dwóch pływaków o konstrukcji metalowej półskorupowej, o rozstawie 3200 mm. Pływaki były jednoredanowe, o długości 7940 mm (ze sterem) i szerokości 1060 mm, wyposażone w stery wodne na końcu. Każdy zamocowany był do skrzydeł dwoma wspornikami i usztywniony dwiema parami stalowych odciągów lub później czterem wspornikami.

## Dane techniczne
- Kraj produkcji: Japonia
- Typ: (E13A1) trzymiejscowy wodnosamolot rozpoznawczy.
- Napęd: silnik Mitsubishi Kinsei 43 o mocy 805 kW (1080 KM),
- Osiągi:
  - prędkość maksymalna: 361 km/h na wysokości 2500 m[9]
  - prędkość przelotowa: 220 km/h na wysokości 2000 m[9]
  - czas wznoszenia na wysokość 3000 m: 6 min
  - pułap praktyczny: 8 730 m[9]
  - zasięg: normalny 2600 km, maksymalny 3326 km[9]
- Masa:
  - własna: 2640 kg
  - maksymalna startowa: 4 000 kg
- Wymiary:
  - rozpiętość skrzydeł: 14,50 m
  - długość: 11,30 m
  - wysokość: 4,70 m
- Uzbrojenie:

- - ruchomy karabin maszynowy 7,7 mm Typ 92 w tylnej części kabiny, 576 nabojów[9]
  - ładunek 250 kg bomb (1 × 250 kg lub 4 × 60 lub 30 kg)[9]